# إبسوتش (أستراليا)
إبسوتش هي مدينة، تتبع مدينة أسترالية، وهي عاصمة مدينة إبسوتش، بلغ عدد سكانها 163,000 نسمة في 2009، رمزها البريدي هو 4305.

## المناخ
يظهر الجدول التالي التغييرات المناخية على مدار السنة لإبسوتش:
| البيانات المناخية لـإبسوتش        | البيانات المناخية لـإبسوتش | البيانات المناخية لـإبسوتش | البيانات المناخية لـإبسوتش | البيانات المناخية لـإبسوتش | البيانات المناخية لـإبسوتش | البيانات المناخية لـإبسوتش | البيانات المناخية لـإبسوتش | البيانات المناخية لـإبسوتش | البيانات المناخية لـإبسوتش | البيانات المناخية لـإبسوتش | البيانات المناخية لـإبسوتش | البيانات المناخية لـإبسوتش | البيانات المناخية لـإبسوتش |
| الشهر                             | يناير                      | فبراير                     | مارس                       | أبريل                      | مايو                       | يونيو                      | يوليو                      | أغسطس                      | سبتمبر                     | أكتوبر                     | نوفمبر                     | ديسمبر                     | المعدل السنوي              |
| --------------------------------- | -------------------------- | -------------------------- | -------------------------- | -------------------------- | -------------------------- | -------------------------- | -------------------------- | -------------------------- | -------------------------- | -------------------------- | -------------------------- | -------------------------- | -------------------------- |
| الدرجة القصوى °م (°ف)             | 44.3 (111.7)               | 43.0 (109.4)               | 38.9 (102.0)               | 36.8 (98.2)                | 33.3 (91.9)                | 29.2 (84.6)                | 29.6 (85.3)                | 36.4 (97.5)                | 39.7 (103.5)               | 41.3 (106.3)               | 43.0 (109.4)               | 43.8 (110.8)               | 44.3 (111.7)               |
| متوسط درجة الحرارة الكبرى °م (°ف) | 31.2 (88.2)                | 30.4 (86.7)                | 29.4 (84.9)                | 27.2 (81.0)                | 24.1 (75.4)                | 21.6 (70.9)                | 21.2 (70.2)                | 22.8 (73.0)                | 25.6 (78.1)                | 27.8 (82.0)                | 29.6 (85.3)                | 30.8 (87.4)                | 26.8 (80.2)                |
| متوسط درجة الحرارة الصغرى °م (°ف) | 19.6 (67.3)                | 19.5 (67.1)                | 17.8 (64.0)                | 14.0 (57.2)                | 10.0 (50.0)                | 7.1 (44.8)                 | 5.4 (41.7)                 | 6.2 (43.2)                 | 9.5 (49.1)                 | 13.3 (55.9)                | 16.3 (61.3)                | 18.4 (65.1)                | 13.1 (55.6)                |
| أدنى درجة حرارة °م (°ف)           | 11.6 (52.9)                | 11.1 (52.0)                | 6.7 (44.1)                 | 1.0 (33.8)                 | −3.1 (26.4)                | −4.3 (24.3)                | −4.8 (23.4)                | −4.9 (23.2)                | −0.2 (31.6)                | 2.1 (35.8)                 | 4.9 (40.8)                 | 6.8 (44.2)                 | −4.9 (23.2)                |
| الهطول مم (إنش)                   | 117.2 (4.61)               | 119.2 (4.69)               | 85.9 (3.38)                | 55.0 (2.17)                | 53.3 (2.10)                | 47.4 (1.87)                | 37.9 (1.49)                | 29.2 (1.15)                | 34.1 (1.34)                | 72.3 (2.85)                | 81.6 (3.21)                | 120.1 (4.73)               | 863.3 (33.99)              |
| متوسط أيام هطول الأمطار           | 11.0                       | 11.7                       | 11.4                       | 7.9                        | 7.7                        | 6.4                        | 6.5                        | 5.7                        | 6.0                        | 8.7                        | 9.3                        | 10.7                       | 103.0                      |
| Average afternoon رطوبة نسبية (%) | 51                         | 54                         | 52                         | 48                         | 48                         | 46                         | 42                         | 38                         | 38                         | 43                         | 46                         | 49                         | 46                         |
| المصدر: Bureau of Meteorology     |                            |                            |                            |                            |                            |                            |                            |                            |                            |                            |                            |                            |                            |

## مدن توأم
المدن التوأم:
- وينزهو.

## أعلام
- فريدريك أغسطس فوربس
- نيفيل بونير
- كيرك مكارثي
- شاين واتسون
- توماس شابكوت
- جيمس ويلكينسون
- جون بريثويت
- لويس توماس
- أشلي بارتي
- ألان ديفيس